# Lịch Jalali
Lịch Jalali là một bộ lịch mặt trời được biên soạn trong thời kỳ cai trị của Jalaluddin Malik-Shah I nhà Seljuk, theo chỉ thị của Nizam al-Mulk, thông qua việc sử dụng các quan sát được thực hiện tại các thành phố Isfahan (thủ phủ của Đế quốc Seljuk), Rey và Nishapur. Các biến thể của bộ lịch Jalali vẫn được sử dụng ở Iran và Afghanistan cho tới ngày nay. Tại Iran, các tên gọi của cung Hoàng Đạo được sử dụng, trong khi tại Afghanistan, các tên gốc tiếng Ả Rập được sử dụng. Bộ lịch thêm khoảng 1 ngày vào lịch Julius mỗi 128 năm.
Lịch Jalali nhiệt đới (tiếng Ba Tư: گاه‌شماری جلالی hoặc تقویم جلالی), thừa hưởng một số khía cạnh từ lịch Yazdgerdi, đã được vương triều Sultan Seljuk Jalal al-Din Malik Shah I (đặt theo tên của ngài) chấp thuận áp dụng vào ngày 15 tháng 3 năm 1079, dựa trên các đề xuất của một ủy ban các nhà thiên văn, bao gồm Omar Khayyam, tại đài thiên văn hoàng gia ở thủ đô Isfahan. Việc tính toán số tháng dựa trên sự dịch chuyển của mặt trời qua các cung hoàng đạo. Bộ lịch đã được sử dụng trong tám thế kỷ. Nó được khai sinh ra là do sự bất mãn với hiện tượng trôi dạt theo mùa trong lịch Hồi giáo do lịch này là lịch âm thay vì là lịch dương; một năm âm có 354 ngày, mặc dù được xem là chấp nhận được đối với người dân du mục sa mạc, nhưng lại không thể như thế được đối với người dân định cư trồng trọt, do đó lịch Iran là một trong số các bộ lịch không phải lịch âm, được nhiều người Hồi giáo định cư thừa hưởng sử dụng cho mục đích nông nghiệp (những bộ lịch khác bao gồm lịch Coptic, lịch Julius và các lịch Semitic ở Miền Cận Đông). Sultan Jalal đã uỷ nhiệm dự án này vào năm 1073. Công trình được hoàn thành trước cái chết của quốc vương Sultan vào năm 1092, sau sự kiện đó, đài thiên văn đã bị bỏ hoang.
Một năm được tính kể từ thời điểm ngày Xuân Phân (Nowruz), và mỗi tháng được xác định qua việc mặt trời đi qua vùng cung hoàng đạo tương ứng, một hệ thống kết hợp những cải tiến từ hệ thống Ấn Độ thế kỷ thứ 4 sau Công Nguyên của Surya Siddhanta (Surya = mặt trời, Siddhanta = phân tích), đồng thời cũng là cơ sở của hầu hết các bộ lịch Hindu. Vì thời gian mặt trời đi qua có thể biến đổi trong khoảng 24 giờ, độ dài của các tháng biến đổi nhẹ qua các năm khác nhau (mỗi tháng có thể từ 29 đến 32 ngày). Ví dụ, các tháng trong hai năm cuối cùng của lịch Jalali là:
- 1303 AP: 30, 31, 32, 31, 32, 30, 31, 30, 29, 30, 29 và 30 ngày,
- 1302 AP: 30, 31, 32, 31, 31, 31, 31, 29, 30, 29, 30 và 30 ngày.

Bởi vì các tháng được tính toán dựa trên thời gian chính xác theo sự dịch chuyển của mặt trời đi qua các vùng cung hoàng đạo, sự trôi dạt theo mùa không bao giờ vượt quá một ngày, và cũng không cần thiết có năm nhuận trong lịch Jalali. Tuy nhiên, lịch này rất khó tính toán; nó đòi hỏi tính toán thiên văn một cách toàn vẹn và các quan sát thực tế nhằm xác định sự di chuyển rõ ràng của Mặt Trời.
Một số người cho rằng các phương pháp đơn giản hóa được giới thiệu trong những năm qua có thể đã cho ra đời một hệ thống với tám ngày nhuận trong mỗi chu kỳ 33 năm. (Quy tắc khác biệt, chẳng hạn như chu kỳ 2820 năm, cũng từng được cho là do Khayyam đề xuất.) Tuy nhiên, lịch Jalali nguyên bản, dựa trên các quan sát (hoặc dự đoán) về sự dịch chuyển của Mặt Trời, sẽ không cần đến năm nhuận hoặc điều chỉnh theo mùa.
Do sự biến đổi về độ dài các tháng và cũng như những khó khăn trong việc tính toán chính bộ lịch, lịch Iran đã được điều chỉnh để đơn giản hóa các khía cạnh này vào năm 1925 (1304 AP), kết quả là sự ra đời của bộ lịch dương Hijri.